# Elección para gobernador de Texas de 2014
La elección para gobernador de Texas de 2014 tuvo lugar el 4 de noviembre. El gobernador republicano titular Rick Perry, que había servido desde la renuncia del entonces gobernador George W. Bush el 21 de diciembre de 2000, se negó a postularse para un cuarto mandato completo sin precedentes, por lo que esta es la primera elección abierta para gobernador desde 1990.
La elección tuvo lugar entre los nominados que fueron seleccionados el 4 de marzo de 2014: el procurador general republicano del estado Greg Abbott y la senadora estatal demócrata Wendy Davis. Se proyectaba que Abbott llevaría la elección y finalmente ganó cómodamente con una ventaja de 20 puntos porcentuales. Las encuestas de salida mostraron que Abbott ganó a los blancos (72% a 25%), mientras que Davis recibió mayorías entre los afroestadounidenses (92% a 7%) e hispanos (55% a 44%). Abbott ganó aproximadamente la mitad de los hombres hispanos, el 54% de todas las mujeres y el 62% de las mujeres casadas. Abbott ganó 235 de los 254 condados en el estado, mientras que Davis ganó en 19. Abbott asumió el cargo el 20 de enero de 2015 como gobernador de Texas.

## Primarias republicanas

### Candidatos

#### Declarado
- Greg Abbott, procurador general de Texas[4]
- Lisa Fritsch, autora y presentadora de programas de radio[5]
- Larry Kilgore, candidato perenne[6]
- Miriam Martínez, expersonalidad de Univision[7]

### Encuestas
| Fuente de la encuesta | Fecha(s) de realización    | Tamaño de muestra | Margen de error | Greg Abbott | Lisa Fritsch | Larry Kilgore | Miriam Martínez | Tom Pauken | Indecisos |
| --------------------- | -------------------------- | ----------------- | --------------- | ----------- | ------------ | ------------- | --------------- | ---------- | --------- |
| UoT/Texas Tribune     | 7-17 de febrero de 2014    | 461               | ± 4.56%         | 90%         | 4%           | 1%            | 5%              | —          | —         |
| UoT/Texas Tribune     | 18-27 de octubre de 2021   | 519               | ± 5.02%         | 50%         | 3%           | 1%            | 2%              | 2%         | 42%       |
| Texas Lyceum          | 6-20 de septiembre de 2013 | 279               | ± 5.87%         | 22%         | —            | 2%            | 1%              | 0%         | 74%       |

### Resultados

Resultado de las elecciones por condado:
Davis—>90%
Davis—80–90%
Davis—70–80%
Davis—60–70%
Davis—50–60%
Empate
Madrigal—50–60%
Madrigal—60–70%
No votos

|  | 91.48 % |

|  | 4.42 % |

|  | 2.65 % |

|  | 1.42 % |

|  | 100 % |

## Primarias demócratas

### Candidatos

#### Declarado
- Wendy Davis, senadora estatal[9][10]
- Ray Madrigal, candidato perenne

### Encuestas
| Fuente de la encuesta | Fecha(s) de realización | Tamaño de muestra | Margen de error | Wendy Davis | Ray Madrigal | Indecisos |
| --------------------- | ----------------------- | ----------------- | --------------- | ----------- | ------------ | --------- |
| UoT/Texas Tribune     | 7-17 de febrero de 2014 | 263               | ± 6.04%         | 87%         | 13%          | —         |

### Resultados
|  | 78.08 % |

|  | 21.91 % |

|  | 100 % |

## Encuestas
| Fuente de la encuesta                                                | Fecha(s) de realización                | Tamaño de muestra | Margen de error | Greg Abbott (R) | Wendy Davis (D) | Otro Indecisos |
| -------------------------------------------------------------------- | -------------------------------------- | ----------------- | --------------- | --------------- | --------------- | -------------- |
| CBS News/NYT/YouGov*                                                 | 16-23 de octubre de 2014               | 3,987             | ± 3%            | 57%             | 37%             | 6%             |
| UoT/Texas Tribune                                                    | 10-19 de octubre de 2014               | 866               | ± 3.6%          | 54%             | 38%             | 8%             |
| Survey Research Center                                               | 22 de septiembre-16 de octubre de 2014 | 781               | ± 3.5%          | 47%             | 32%             | 19%            |
| Crosswind Communications                                             | 9-12 de octubre de 2014                | 500               | ± 4.33%         | 52%             | 31%             | 16%            |
| Rasmussen Reports                                                    | 1-2 de octubre de 2014                 | 840               | ± 3.5%          | 51%             | 40%             | 10%            |
| CBS News/NYT/YouGov                                                  | 20 de septiembre-1 de octubre de 2014  | 4,177             | ± 2%            | 54%             | 40%             | 5%             |
| Benenson*                                                            | 3 de septiembre de 2014                | –                 | –               | 53%             | 35%             | 12%            |
| CBS News/NYT/YouGov                                                  | 18 de agosto-2 de septiembre de 2014   | 4,189             | ± 2%            | 56%             | 38%             | 7%             |
| Rasmussen Reports                                                    | 4-5 de agosto de 2014                  | 850               | ± 3.5%          | 48%             | 40%             | 12%            |
| CBS News/NYT/YouGov*                                                 | 5-24 de julio de 2014                  | 4,320             | ± 3.7%          | 54%             | 37%             | 10%            |
| UoT/Texas Tribune                                                    | 30 de mayo-8 de junio de 2014          | 1,220             | ± 2.83%         | 44%             | 32%             | 24%            |
| Texas Tech University                                                | 14-17 de abril de 2014                 | 454               | ± 4.6%          | 54%             | 25%             | 21%            |
| Public Policy Polling                                                | 10-13 de abril de 2014                 | 559               | ± 4.1%          | 51%             | 37%             | 13%            |
| Emerson College Archivado el 18 de marzo de 2014 en Wayback Machine. | 7-12 de marzo de 2014                  | 494               | –               | 49%             | 42%             | 9%             |
| Rasmussen Reports                                                    | 3-4 de marzo de 2014                   | 500               | ± 4.5%          | 53%             | 41%             | 5%             |
| UoT/Texas Tribune                                                    | 7-17 de febrero de 2014                | 1,200             | ± 2.83%         | 47%             | 36%             | 17%            |
| Texas Lyceum                                                         | 6-20 de septiembre de 2013             | 798               | ± 3.47%         | 29%             | 21%             | 50%            |
| Public Policy Polling                                                | 28 de junio-1 de julio de 2013         | 500               | ± 4.4%          | 48%             | 40%             | 12%            |
| Public Policy Polling                                                | 24-27 de enero de 2013                 | 400               | ± 4.9%          | 46%             | 34%             | 20%            |

## Resultados
|  | 59.27 % |

|  | 38.90 % |

|  | 1.41 % |

|  | 0.39 % |

|  | 100 % |

|  | 33.70 % |